# ケイシー・アフレック
ケイシー・アフレック（Casey Affleck, 1975年8月12日 - ）は、アメリカ合衆国の俳優。2016年公開の『マンチェスター・バイ・ザ・シー』でアカデミー主演男優賞を受賞した。

## 生い立ち
マサチューセッツ州ファルマスにて、カレブ・ケイシー・アフレック＝ボルト（Caleb Casey Affleck-Boldt）として生まれる。父親のティモシーはソーシャルワーカー、母親のクリス・アン（旧姓ボルト）は小学校の教師。兄も俳優・映画監督のベン・アフレック。
ジョージ・ワシントン大学とコロンビア大学で物理学、天文学、西洋哲学等を学んだ。

## キャリア
12歳でテレビに出演するようになるが、その後、学業に専念するために俳優業からしばらく離れた。
1995年公開の『誘う女』で映画デビュー。『チェイシング・エイミー』、『グッド・ウィル・ハンティング/旅立ち』、『200本のたばこ』では兄と共演している。2001年から始まった『オーシャンズ』シリーズでは運転を担当するマロイ兄弟の兄バージル役で出演。
2007年公開のブラッド・ピットと共演した『ジェシー・ジェームズの暗殺』でロバート・フォードを演じ、ナショナル・ボード・オブ・レビューや全米映画批評家協会賞などを受賞。アカデミー助演男優賞にもノミネートされた。
2017年2月26日開催の第89回アカデミー賞において、『マンチェスター・バイ・ザ・シー』で演じたリー・チャンドラーを高く評価され、主演男優賞を受賞した。なお、ケイシーはこの役で多数の映画賞を受賞した。
2018年1月25日、映画芸術科学アカデミーは、ケイシー・アフレックの過去の性的暴行疑惑が問題になったため、2018年のアカデミー賞主演女優賞のプレゼンテイター役（慣例として前年の主演男優賞受賞者がおこなうことになっている）を彼自身が辞退した、と公表した。

## 私生活
2006年6月3日に長年の恋人である女優のサマー・フェニックスと結婚。二人の間には2004年5月31日生まれの長男（インディアナ・オーガスト）と2007年11月生まれの次男（アティキャス）をもうけた が、2016年に離婚。
動物愛護運動に熱心に携わり、自身もヴィーガンである。
スペイン語を流暢に話すことができる。現在はロサンゼルスとフロリダ州ウィンター・パークで暮らしている。

## 主な出演作品
| 公開年 | 邦題 原題                                                                             | 役名                   | 備考 | 吹き替え                                    |
| ------ | ------------------------------------------------------------------------------------- | ---------------------- | --- | ------------------------------------------- |
| 1990   | レモン色の空 The Kennedys of Massachusetts                                            | ロバート (12歳 - 15歳) | テレビ映画 |                                             |
| 1995   | 誘う女 To Die For                                                                     | ラッセル・ハインズ     | | 松野太紀                                    |
| 1996   | レース・ザ・サン Race the Sun                                                         | ダニエル・ウェブスター | |                                             |
| 1997   | チェイシング・エイミー Chasing Amy                                                    | リトル・キッド         | |                                             |
| 1997   | グッド・ウィル・ハンティング/旅立ち Good Will Hunting                                 | モーガン・オマリー     | | 高木渉                                      |
| 1998   | ウェルカム・バクスター Desert Blue                                                    | ピート・ケプラー       | |                                             |
| 1999   | 200本のたばこ 200 Cigarettes                                                          | トム                   | | 石田彰                                      |
| 1999   | アメリカン・パイ American Pie                                                         | トム・マイヤーズ       | クレジット表記なし |                                             |
| 1999   | Floating                                                                              | Prep #1                | |                                             |
| 2000   | MONA 彼女が殺された理由 Drowning Mona                                                 | ボビー・カルツォーネ   | |                                             |
| 2000   | ノンストップ・ガール Committed                                                        | ジェイ                 | |                                             |
| 2000   | ハムレット Hamlet                                                                     | フォーティンブラス     | |                                             |
| 2000   | Attention Shoppers                                                                    | ジェド                 | |                                             |
| 2001   | オーシャンズ11 Ocean's Eleven                                                         | バージル・マロイ       | | 小森創介（ソフト版） 村治学（フジテレビ版） |
| 2001   | アメリカン・サマー・ストーリー American Pie 2                                         | トム・マイヤーズ       | |                                             |
| 2001   | エントランス Soul Survivors                                                           | ショーン               | | 鈴木正和                                    |
| 2002   | GERRY ジェリー Gerry                                                                  | ジェリー               | 兼製作・脚本 |                                             |
| 2004   | オーシャンズ12 Ocean's Twelve                                                         | バージル・マロイ       | | 落合弘治（ソフト版） 村治学（日本テレビ版） |
| 2005   | リターン・トゥ・マイ・ラヴ Lonsome Jim                                                | ジム                   | |                                             |
| 2006   | ラストキス The Last Kiss                                                              | クリス                 | |                                             |
| 2007   | オーシャンズ13 Ocean's Thirteen                                                       | バージル・マロイ       | | 落合弘治（ソフト版） 村治学（フジテレビ版） |
| 2007   | ジェシー・ジェームズの暗殺 The Assassination of Jesse James by the Coward Robert Ford | ロバート・フォード     | アカデミー助演男優賞ノミネート ゴールデングローブ賞 助演男優賞ノミネート 全米映画俳優組合賞助演男優賞ノミネート クリティクス・チョイス・アワード助演男優賞ノミネート 全米映画批評家協会賞助演男優賞受賞 ナショナル・ボード・オブ・レビュー賞 助演男優賞受賞 サンフランシスコ映画批評家協会賞助演男優賞受賞 セントルイス映画批評家協会賞助演男優賞受賞 サテライト賞助演男優賞受賞 国際シネフィル協会賞助演男優賞受賞                       | 佐藤せつじ                                  |
| 2007   | ゴーン・ベイビー・ゴーン Gone Baby Gone                                               | パトリック・ケンジー   | サンタバーバラ国際映画祭ヴァーチュオソス賞受賞 | 三木眞一郎                                  |
| 2010   | キラー・インサイド・ミー The Killer Inside Me                                         | ルー・フォード         | |                                             |
| 2010   | 容疑者、ホアキン・フェニックス I'm Still Here                                         |                        | 兼監督・脚本・製作・撮影 |                                             |
| 2011   | ペントハウス Tower Heist                                                              | チャーリー・ギブス     | | 逢笠恵祐                                    |
| 2012   | パラノーマン ブライス・ホローの謎 ParaNorman                                          | ミッチ・ドーン         | 声の出演 | 小松史法                                    |
| 2013   | セインツ -約束の果て- Ain't Them Bodies Saints                                        | ボブ・マルドーン       | | 小松史法                                    |
| 2013   | ファーナス/訣別の朝 Out of the Furnace                                                | ロドニー・ベイズJr.    | | 小松史法                                    |
| 2014   | インターステラー Interstellar                                                         | トム・クーパー         | | 加瀬康之                                    |
| 2016   | ザ・ブリザード The Finest Hours                                                       | レイ・シーバート       | | 川田紳司                                    |
| 2016   | トリプル9 裏切りのコード Triple 9                                                     | クリス・アレン         | | 小松史法                                    |
| 2016   | マンチェスター・バイ・ザ・シー Manchester by the Sea                                  | リー・チャンドラー     | アカデミー主演男優賞受賞 英国アカデミー賞主演男優賞受賞 ゴールデングローブ賞主演男優賞 (ドラマ部門)受賞 クリティクス・チョイス・アワード主演男優賞受賞 全米映画批評家協会賞主演男優賞受賞 ニューヨーク映画批評家協会賞主演男優賞受賞 ロサンゼルス映画批評家協会賞主演男優賞次点 ナショナル・ボード・オブ・レビュー賞 男優賞受賞 ゴッサム・インディペンデント映画賞男優賞受賞 パームスプリングス国際映画祭デザート・パーム貢献賞男優賞受賞 | 高橋広樹                                    |
| 2017   | A GHOST STORY ア・ゴースト・ストーリー A Ghost Story                                  | C                      | | （吹き替え版なし）                          |
| 2018   | さらば愛しきアウトロー The Old Man & the Gun                                          | ジョン・ハント         | | （吹き替え版なし）                          |
| 2019   | ライト・オブ・マイ・ライフ Light of My Life                                           | 父親                   | 兼監督・脚本・製作 | （吹き替え版なし）                          |
| 2019   | Our Friend/アワー・フレンド Our Friend                                                | マシュー・ティーグ     | | （吹き替え版なし）                          |
| 2020   | ワールド・トゥ・カム 彼女たちの夜明け The World to Come                               | ダイアー               | | （吹き替え版なし）                          |
| 2021   | 君は僕のもの Every Breath You Take                                                    | フィリップ             | 兼製作総指揮 | 内田夕夜                                    |
| 2023   | オッペンハイマー Oppenheimer                                                          | ボリス・パッシュ       | | 伊原正明                                    |
| 2024   | インスティゲイターズ 〜強盗ふたりとセラピスト〜 The Instigators                       | コビー・マーフィー     | Apple TV+オリジナル映画 | 土田大                                      |

## 参照
1. ↑  http://www.caseyaffleck.com
2. ↑  http://oscar.go.com/winners
3. ↑  “ケイシー・アフレック、ついに口を開く　過去のセクハラ行為を謝罪”. 映画.com
4. ↑  Casey Affleck Welcomes a Second Child - Babies, Casey Affleck, Summer Phoenix : People.com
5. ↑  “ベン・アフレックの弟、ケイシー・アフレック夫妻も、結婚10年で破局を迎える”. CinemaCafe.net (2016年3月18日). 2016年12月2日閲覧。
6. ↑  http://www.kansascity.com/entertainment/columnists/robert_w_butler/story/319512.html
7. ↑  Express: A Publication of The Washington Post
8. ↑  “Best Actor in a Leading Role” (2017年2月27日). 2017年2月28日閲覧。
9. ↑  “Best Leading Actor”. 2017年2月28日閲覧。
10. ↑  “Winners & Nominees Best Performance by an Actor in a Motion Picture - Drama”. 2017年1月10日閲覧。
11. ↑  “the winners of the 22nd Annual Critics’ Choice Awards”. 2017年1月10日閲覧。
12. ↑  “Awards for 2016 films”. 2017年1月8日閲覧。
13. ↑  “オスカー確率40％超の歴史ある賞！作品賞は『ラ・ラ・ランド』”. シネマトゥデイ. (2016年12月5日) 2016年12月5日閲覧。
14. ↑  “「君の名は。」がLA映画批評家協会賞アニメ賞受賞！次点に「レッドタートル」”. 映画.com. (2016年12月5日) 2016年12月5日閲覧。